# 1753
1753 (MDCCLIII) je bilo navadno leto, ki se je po gregorijanskem koledarju začelo na ponedeljek, po 11 dni počasnejšem julijanskem koledarju pa na petek.

## Rojstva
- 13. marec - Jožef Škrinar, slovenski nabožni pisec in prevajalec († 1825)
- 1. april - de Maistre, francoski kontrarevolucionar in konzervativni politični filozof († 1821)
- 22. november - Dugald Stewart, škotski filozof († 1828)

## Smrti
- 14. januar - George Berkeley, irski filozof, teolog (* 1685)